# 菲利普·布爾
菲利普·布爾（德語：Philipp Buhl，1989年12月19日—），是一名出生於德國松特霍芬的帆船運動員，曾經獲得2013年世界單人小艇雷射型錦標賽季軍。

## 外部連結
- 官方网站
- Philipp Buhl （页面存档备份，存于） - ISAF